# Seattle
Seattle (/siˈætəl/) è una città portuale sulla costa occidentale degli Stati Uniti d'America, capoluogo della contea di King, nello Stato di Washington. Situata su un istmo tra lo stretto di Puget (un'insenatura dell'Oceano Pacifico) e il lago Washington, a circa 100 miglia (160 km) a sud del confine tra Canada e Stati Uniti, con una stima di 744 950 residenti nel 2018, è la città più popolosa sia dello Stato di Washington sia della regione nord-ovest del Pacifico dell'America del Nord, 23ª città più popolosa della nazione. A luglio 2013, è stata la città principale a più rapida crescita negli Stati Uniti, rimanendo nella Top 5 fino a maggio 2015 con un tasso di crescita annuale del 2,1%. Uno dei principali snodi commerciali per l'Asia, è il quarto porto più grande del Nord America in termini di movimentazione dei container a partire dal 2015. È la principale città dell'area metropolitana di Seattle e gli abitanti vengono chiamati seattleite.
L'area di Seattle era precedentemente abitata da nativi americani per almeno 4 000 anni prima dei primi coloni europei permanenti. Arthur A. Denny e il suo gruppo di viaggiatori, in seguito noto come Denny Party, arrivarono dall'Illinois passando per Portland, Oregon, sulla goletta Exact a Alki Point il 13 novembre 1851. L'insediamento fu trasferito sulla sponda orientale della baia di Elliott e chiamato "Seattle" nel 1852, come il capo Seattle delle tribù locali di Duwamish e Suquamish. L'attuale Seattle sorge su sette colli: First Hill, Capitol Hill, Queen Anne Hill, Beacon Hill, Denny Hill (che fu spianato) nonché da Magnolia e Crown Hill che non erano parte dell'insediamento originario.
La lavorazione del legno è stata la prima grande industria di Seattle, finché, verso la fine del XIX secolo, la città divenne un centro commerciale e di costruzione navale come porta d'ingresso in Alaska durante la corsa all'oro del Klondike. La crescita dopo la seconda guerra mondiale fu in parte dovuta alla locale compagnia Boeing, che stabilì a Seattle il centro per la produzione di aerei. L'area di Seattle si è trasformata in un centro tecnologico a partire dagli anni 1980, grazie alla nascita di aziende come Microsoft e, più tardi, Amazon. Il flusso di nuove società di software, biotecnologie e Internet ha portato a una ripresa economica, che ha aumentato la popolazione della città di quasi 50 000 tra il 1990 e il 2000.
Seattle ha una storia musicale degna di nota. Dal 1918 al 1951 esistevano quasi due dozzine di locali notturni jazz lungo Jackson Street, dall'attuale Chinatown / Distretto internazionale al Distretto centrale. È nella scena jazz di Seattle che iniziarono le carriere di Ray Charles, Quincy Jones, Ernestine Anderson e altri. Seattle è anche la città natale del musicista rock Jimi Hendrix, così come dei gruppi Nirvana, Pearl Jam, Soundgarden, Alice in Chains, Foo Fighters ed il movimento rock alternativo grunge.

## Geografia fisica

### Territorio

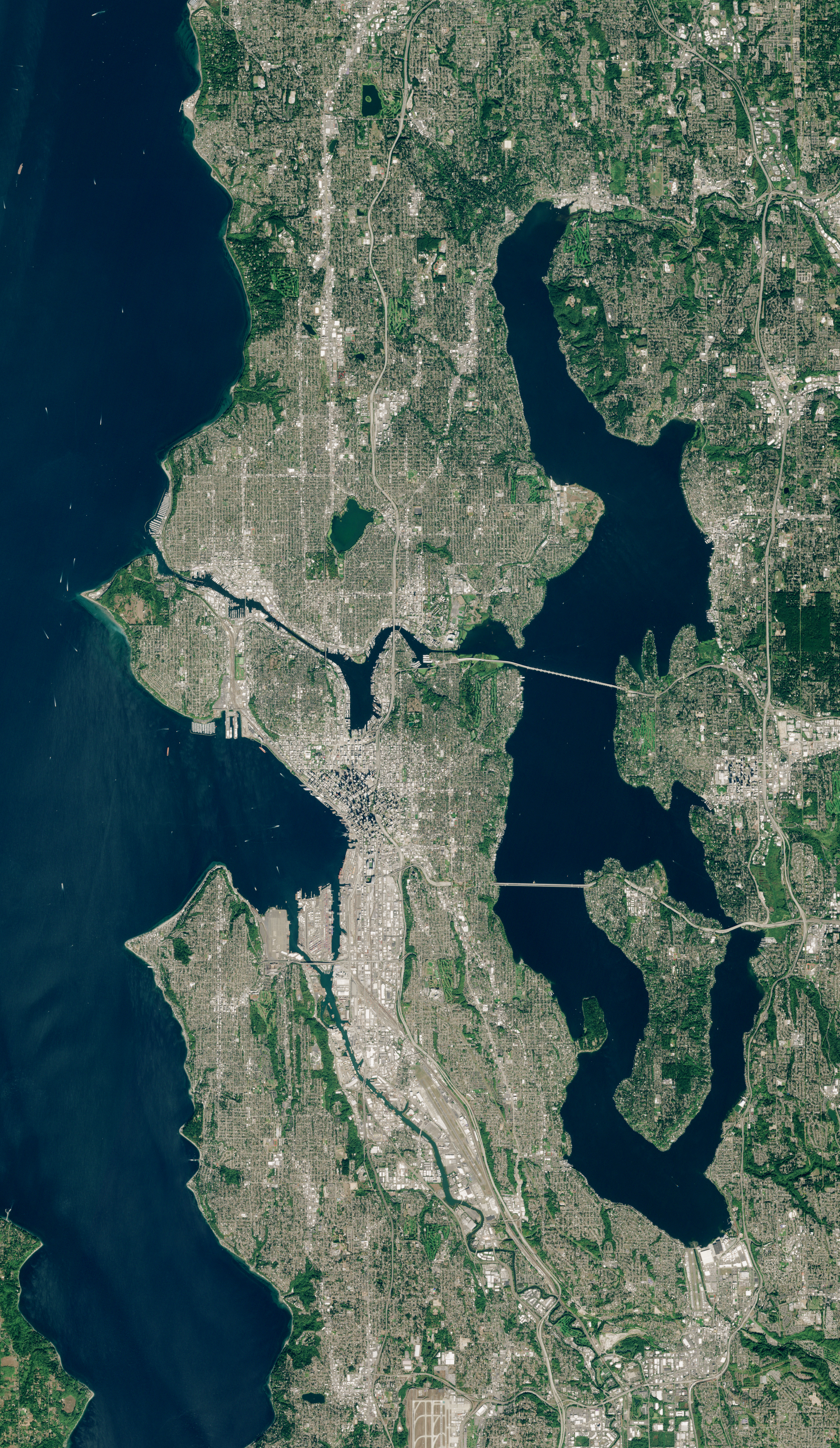
Seattle vista dal satellite

Secondo lo United States Census Bureau, ha un'area totale di 142,5 miglia quadrate (369,2 km²).

### Clima
Il clima a Seattle è temperato, nonostante la città disti relativamente poco dal Canada, con inverni miti ed estati fresche. Le medie delle massime dei mesi più caldi (luglio e agosto) si attestano sui 23 °C mentre le medie delle massime dei mesi più freddi (dicembre e gennaio) scendono fino a 8 °C. Le medie delle minime vanno dai 14 °C di agosto ai 2 °C di gennaio. La media annuale delle precipitazioni a Seattle è di 965,2 mm (contro i 500 mm di San Francisco, i 910 mm di Chicago, i 1091 mm di Washington e i 1200 mm di New York) con minimo pluviometrico estivo e massimo nel semestre invernale. Con 152,4 mm dicembre è il mese più piovoso mentre con 21,5 mm è luglio il più avaro di precipitazioni.

## Storia
L'area di Seattle è stata abitata per almeno 4 000 anni, ma gli insediamenti europei iniziarono solamente a partire da metà del XIX secolo. I primi coloni bianchi permanenti - Arthur A. Denny e quelli successivamente conosciuti come "Denny Party" - arrivarono il 13 novembre 1851. I primi insediamenti nell'area furono chiamati "New York-Alki" ("Alki" significa "futura" nella lingua locale Chinook Jargon) e "Duwamps". Nel 1853 Doc Maynard suggerì che l'insediamento principale fosse rinominato "Seattle", un'anglicizzazione del nome Sealth, il capo della tribù indiana locale Duwamish. Seattle è il fulcro e la più grande città dell'area metropolitana di Seattle, spesso chiamato stretto di Puget, la quale include anche Tacoma, Bellevue ed Everett.
Dal 1869 al 1982 Seattle era conosciuta come "Queen City" (città regina). Attualmente, il suo soprannome ufficiale è Emerald City (città smeraldo), in seguito ad un concorso tenutosi nei primi anni ottanta; il soprannome si riferisce ai lussureggianti alberi sempreverdi nell'area che circonda la città. Seattle è anche conosciuta informalmente come "Gateway to Alaska" (La porta per l'Alaska), "Rain City" (città della pioggia) e "Jet City" (la città del jet), per la locale influenza della Boeing.
Eretta a municipalità nel 1869, Seattle è un centro di commercio, cultura e tecnologia avanzata del Nord-Ovest americano, e una delle principali città portuali per gli scambi commerciali sul Pacifico e con l'Europa.

## Società

### Evoluzione demografica
Secondo il censimento del 2018, la popolazione era di 744 945 abitanti.

### Etnie e minoranze straniere
Secondo il censimento del 2010, la composizione etnica della città era formata dal 69,5% di bianchi, il 7,9% di afroamericani, lo 0,8% di nativi americani, il 13,8% di asiatici, lo 0,4% di oceaniani, il 2,4% di altre etnie, e il 5,1% di due o più etnie. Ispanici o latinos di qualunque etnia erano il 6,6% della popolazione.

## Cultura
Secondo ricerche condotte dalla Central Connecticut State University, Seattle sarebbe risultata la più "istruita" fra le 69 più grandi città d'America nel 2005 e 2006, e la seconda nel 2007. 
Inoltre, le analisi condotte nel 2004 dal United States Census Bureau dati di un sondaggio del 2002 hanno indicato che Seattle aveva il più alto rendimento scolastico tra le grandi città degli Stati Uniti con il 48,8% dei residenti sopra i 25 anni che possedevano almeno una laurea triennale. Basandosi sul reddito pro-capite, nel 2006 l'area metropolitana di Seattle è risultata 17^ su 363 aree metropolitane oggetto di studio del censimento.
Seattle è stata anche sede dell'incontro nel 1999 dell'Organizzazione mondiale del commercio, e delle concomitanti dimostrazioni degli attivisti anti-globalizzazione sfociate in quella che viene chiamata "battaglia di Seattle". Questi eventi vengono reputati l'inizio del movimento alter-mondista internazionale che proseguì fino al G8 di Genova del 2001. 
La città è anche sede della "Pride Foundation", divenuta l'organizzazione per i diritti di LGBT maggiormente finanziata degli US da quando il cofondatore della Microsoft Ric Weiland lasciò in eredità 65 milioni di dollari alla fondazione così come ad altre dieci organizzazioni.

### Istruzione

#### Musei
- Seattle Asian Art Museum
- Seattle Art Museum
- Seattle Museum of Pop Culture

### Media
Seattle è la principale ambientazione del videogioco del 2020 The Last of Us Parte II.Ed è l'ambientazione del programma televisivo I Carly e della serie televisiva grey’s anatomy.

#### Stampa
A Seattle sono presenti due principali testate giornalistiche, il Seattle Times e il Seattle Post-Intelligencer che dal 2009 è pubblicato solo in versione on line.

### Musica

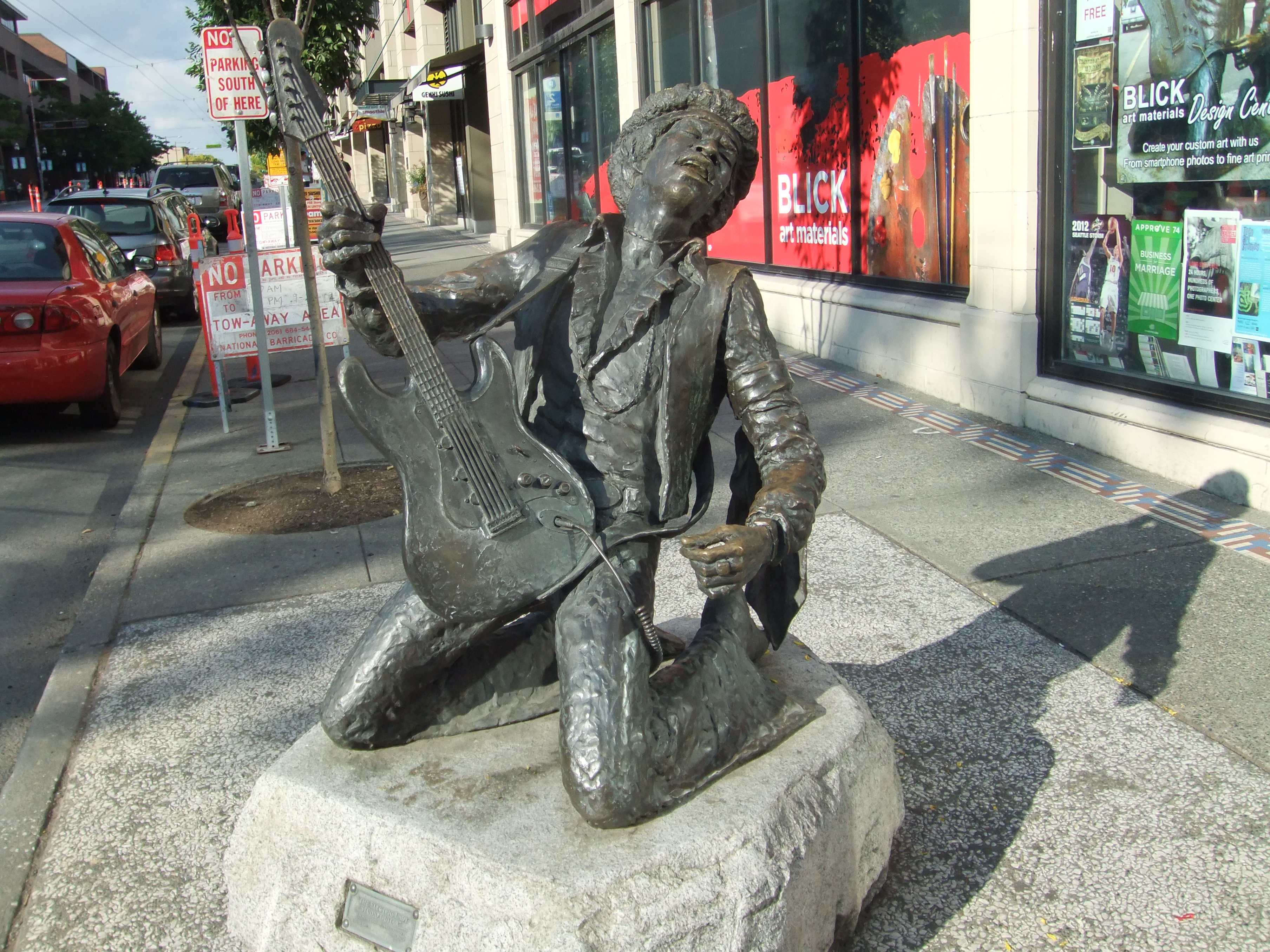
Una statua dedicata a Jimi Hendrix fu costruita a Seattle nel 1997 dall'artista Daryl Smith

Seattle vanta una vivace scena jazz fin dagli anni Trenta, è la città natale del celeberrimo chitarrista Jimi Hendrix e, negli anni Settanta, delle band Heart e Queensrÿche. I Metallica vi tengono un famoso concerto nel 1989, contenuto nel video Live Shit: Binge & Purge (1993). Negli anni Novanta la città diviene celebre in tutto il mondo come culla della scena musicale nota come grunge, con band come Soundgarden, Alice in Chains, Pearl Jam, Nirvana, Screaming Trees, Mudhoney, 7 Year Bitch, Melvins e altre. Nel 1993 la città è teatro di un caso di cronaca nera che coinvolge la scena musicale quando Mia Zapata, frontwoman della band The Gits, viene stuprata e uccisa.

## Economia

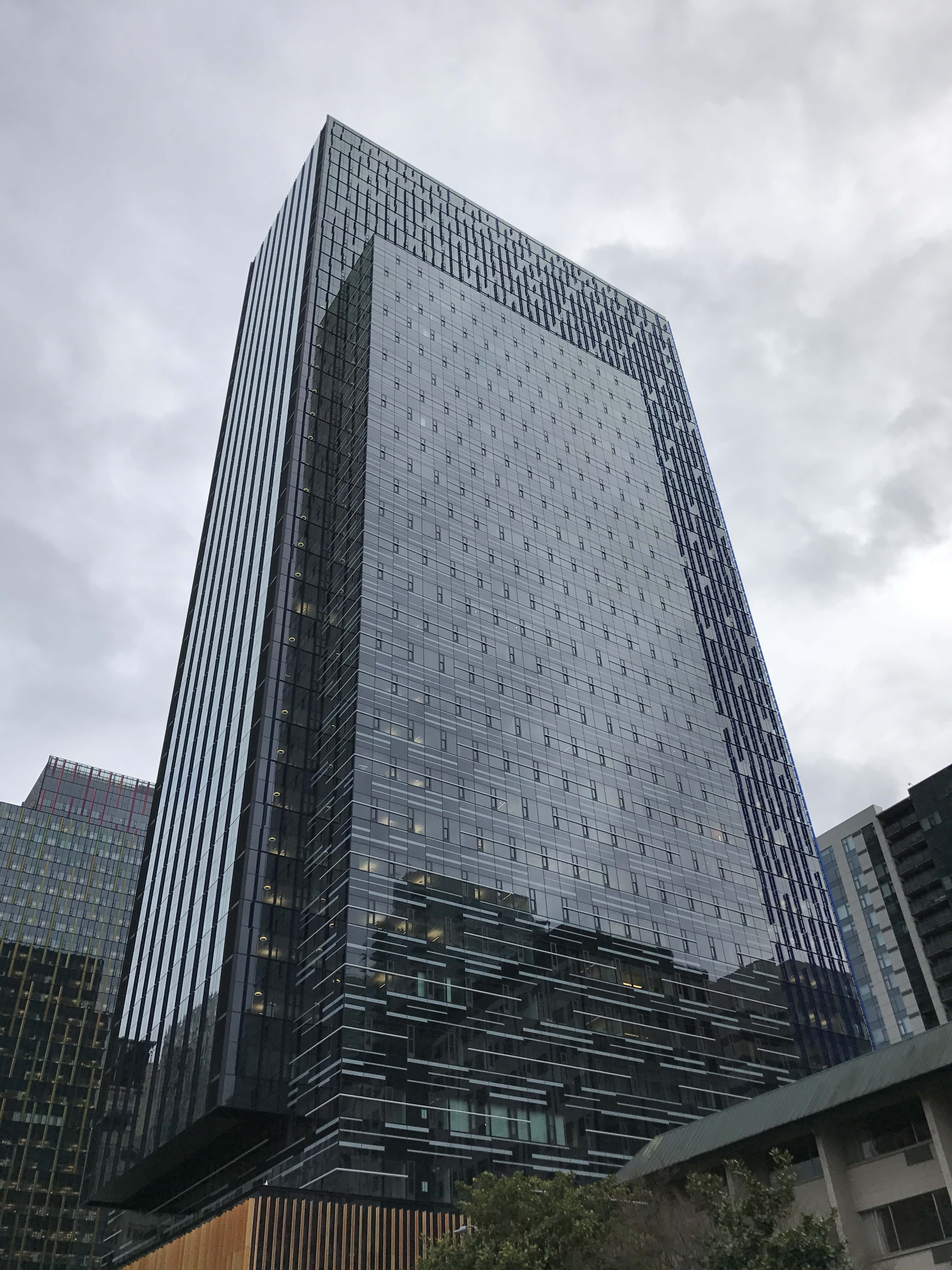
Edificio del quartier generale di Amazon

A Seattle ha avuto sede la Boeing. Nel 2001, la compagnia ha deciso di spostare i propri centri direzionali che, dopo una vera asta tra varie città, sono approdati a Chicago. Gli impianti produttivi della Boeing rimangono però in gran parte nell'area di Seattle, ad Everett e Renton.
La presenza di Microsoft (che ha sede a Redmond, un centro dell'area metropolitana e impiega circa 30 000 persone) ha reso l'economia cittadina più indipendente dalle variazioni cicliche del trasporto aereo. Prima, infatti, i momenti di crisi della Boeing si traducevano in notevoli aumenti della disoccupazione. Inoltre, l'azienda di Bill Gates è stata il fulcro, assieme ad altre aziende operanti nei settori delle telecomunicazioni e di internet (come Amazon.com, RealNetworks, AT&T Wireless e T-Mobile USA) del boom avvenuto negli anni novanta attorno alle nuove tecnologie. Lo scoppio della bolla di Internet, avvenuto all'inizio del nuovo secolo, ha in parte ridimensionato questo settore dell'economia cittadina.
È rinomata per l'elevato consumo di caffè; industrie di caffè fondate o situate a Seattle includono Starbucks, Seattle's Best Coffee e Tully's. Ci sono inoltre numerose compagnie per la tostatura del caffè espresso artigianali indipendenti e caffè. Artefice dello sviluppo della Starbucks è stato il presidente Howard Schultz, che l'acquistò nel 1987. Schultz è anche stato proprietario della squadra dei Supersonics, che ha successivamente venduto a un gruppo di Oklahoma City.

## Infrastrutture e trasporti
La città è servita dall'Aeroporto Internazionale di Seattle-Tacoma.
Per quanto riguarda i trasporti urbani la città è dotata dei seguenti collegamenti:
- Central Link, sistema di metropolitana leggera, completato nel 2009;
- University Link, sistema di metropolitana leggera in costruzione dal 2008, completamento previsto nel 2016;
- Monorotaia, inaugurata in occasione dell'Expo 1962;
- Servizio tranviario, inaugurata nel 2007, servizio già attivo tra il 1890 e il 1941 e tra il 1982 e il 2005;
- Sounder, servizio ferroviario suburbano inaugurato nel 2000;
- Rete filoviaria, inaugurata nel 1940;
- Rete d'autobus;
- Tacoma Link, sistema di metropolitana leggera situato a Tacoma, nell'area metropolitana di Seattle, completato nel 2003.

Il Tacoma Link, il Central Link e l'University Link fanno parte del primo stralcio del Link Light Rail che comprende il North Link, il South Link e l'East Link, il completamento dell'intera opera è previsto per il 2023.

## Amministrazione

### Gemellaggi
- Be'er Sheva, dal 1977
- Bergen, dal 1967
- Cebu, dal 1991
- Chongqing, dal 1983
- Christchurch, dal 1981
- Daejeon, dal 1989
- Galway, dal 1986
- Gdynia, dal 1993
- Haiphong, dal 1996
- Kaohsiung, dal 1991
- Kōbe, dal 1957

- Limbe, dal 1984
- Mazatlán, dal 1979
- Mombasa, dal 1981
- Nantes, dal 1980
- Napoli, dal 1999
- Pécs, dal 1991
- Perugia, dal 1993
- Reykjavík, dal 1986
- Sihanoukville, dal 1999
- Surabaya, dal 1992
- Tashkent, dal 1973

## Sport
A Seattle hanno sede le seguenti squadre delle leghe professionistiche statunitensi
| Club                 | Sport              | Lega                | Stadio                  | Fondazione | Vittorie di campionati |
| -------------------- | ------------------ | ------------------- | ----------------------- | ---------- | ---------------------- |
| Seattle Sounders FC  | Calcio             | Major League Soccer | Lumen Field             | 1974       | 2                      |
| Seattle Seahawks     | Football americano | NFL                 | Lumen Field             | 1976       | 1                      |
| Seattle Mariners     | Baseball           | MLB                 | T-Mobile Park           | 1977       | 0                      |
| Seattle Kraken       | Hockey su ghiaccio | NHL                 | Climate Pledge Arena    | 2018       | 0                      |
| Seattle Thunderbirds | Hockey su ghiaccio | WHL                 | Kent Events Center      | 1977       | 0                      |
| OL Reign             | Calcio             | NWSL                | Lumen Field             | 2013       | 0                      |
| Seattle Storm        | Pallacanestro      | WNBA                | Climate Pledge Arena    | 2000       | 2                      |
| Seattle Seawolves    | Rugby              | Major League Rugby  | Starfire Sports Stadium | 2017       | 2                      |

Fino al 2008 Seattle era la sede della squadra di NBA dei Seattle SuperSonics, poi trasferiti ad Oklahoma City e rinominati Oklahoma City Thunder.